# Jerzy Lerski
Jerzy Jan Lerski (1917-1992) est un juriste, historien, politologue, militant politique et résistant polonais.

## Biographie
Jerzy Jan Lerski naît le 20 janvier 1917 à Lemberg, en royaume de Galicie et de Lodomérie, Autriche-Hongrie, dans une famille patriote polonaise et politiquement de gauche.
Ses études parallèlement à l'Académie du Commerce extérieur et à la Faculté de droit de l'Université Jan Kazimierz à Lwów (pendant lesquelles il adhère au Parti démocratique (SD)) sont interrompues en septembre 1939 par la guerre avec l'Allemagne. Sous-lieutenant de l'artillerie antiaérienne qui combat en Polésie et en Volhynie, il est fait prisonnier par les soviétiques près de Brody le 30 septembre. Il s'évade et contribue à l'organisation de la résistance polonaise dans la région de Lwów occupée par l'Armée rouge, mais l'impossibilité de se soustraire au contrôle de la police politique (NKVD) de l'occupant le décide à rejoindre l'armée polonaise du général Sikorski qui se reconstruit en France. En décembre 1939, il passe par les Carpates en Hongrie, avec un groupe de jeunes rescapés des forces motorisées polonaises. De là, il se rend en France où il arrive fin janvier 1940 par la Yougoslavie et l'Italie.
Au sein de l'armée polonaise qui compte près de 80 000 soldats, Lerski est officier chargé des questions culturelles dans le centre de formation de l'artillerie antiaérienne de Pont-Château en Bretagne. Il participe à la campagne de mai-juin 1940. Après la défaite, il est évacué en Grande-Bretagne, où il continue son travail en tant qu'officier chargé des affaires culturelles dans les unités polonaises stationnées en Écosse.
Favorablement remarqué par le gouvernement polonais en exil, il devient en janvier 1941 l'émissaire de ce gouvernement et le représentant des partis polonais de Londres auprès des autorités de la Résistance en Pologne sous le nom de guerre « Jur ». Ce n'est toutefois que deux ans plus tard qu'il fait sa première liaison avec la Pologne, où il est parachuté en février 1943 au nord de Kielce, sur un terrain contrôlé par l'Armée de résistance polonaise (Armia Krajowa) . (Il avait préparé cette opération avec son ami d'université Jan Karski.)
Il reste un an à Varsovie, où il travaille au Département de l'information et de la presse (ou encore Services d'information et de propagande) de la Délégation clandestine du gouvernement en exil. Il participe également aux activités des organismes aidant les Juifs.
Rappelé à Londres, il part fin janvier 1944 et, via l'Allemagne, la France, l'Espagne et Gibraltar, arrive à destination après deux mois. Il voit la Grande-Bretagne et les États-Unis abandonner la Pologne aux appétits de Staline . Après la démission du premier ministre Stanisław Mikołajczyk, remplacé par Tomasz Arciszewski arrivé de Pologne, Lerski occupe auprès de ce dernier des fonctions de secrétaire à partir de décembre 1944. En cette qualité, en février 1945, « Jur » aide à rédiger la protestation historique du gouvernement polonais contre les accords de Yalta.
Fin juin 1945, Lerski participe aux appels lancés à l'opinion mondiale et à la nation polonaise, qui constituent les dernières déclarations publiques du gouvernement encore reconnu par les puissances occidentales. Il est aussi témoin du retrait de la reconnaissance du gouvernement polonais à Londres.
Après la guerre, Jerzy Lerski reste en Occident. Il achève ses études juridiques à l'université d'Oxford, puis s'installe aux États-Unis, où il obtient un doctorat d'histoire américaine en 1953. Dans le cadre de la Fondation asiatique californienne The Asia Foundation (en), sa carrière universitaire le mène au Japon, au Pakistan et au Sri Lanka (alors Ceylan). De 1966 à sa retraite en 1982, il enseigne l'histoire européenne à l'Université catholique de San Francisco.
Il meurt le 16 septembre 1992  à San Francisco, peu après une intervention chirurgicale de pontage.

## Ouvrages de Jerzy Lerski
- Jerzy Lerski, Emisariusz Jur (autobiographie), Varsovie, 1989
- Jerzy Lerski, The Economy of Poland', Washington, 1954, Council for Economic and Industry Research
- Jerzy Lerski, A Polish Chapter in Jacksonian America:The United States and the Polish Exiles of 1831 ; Madison, University of Wisconsin Press, 1958
- Jerzy Lerski, Origins of Trotskyism in Ceylon ; a documentary history of the Lanka Sama Samaja Party, 1935-1942. Stanford, 1968, Hoover Institution on War, Revolution and Peace,
- Herbert Hoover and Poland : a documentary history of a friendship, Stanford ,1977: Hoover Institution Press. Documents réunis et présentés par George J. Lerski (Jerzy Lerski).
- George J. Lerski (Jerzy Lerski), Historical dictionary of Poland, 966-1945, édition préparée et corrigée par Piotr Wróbel et Richard J. Kozicki; Westport, 1996, Greenwood Press
- George J. Lerski (Jerzy Lerski) et Halina T. Lerski, Jewish-Polish coexistence, 1772-1939 : a topical bibliography, New York, 1986, Greenwood Press.